# Huizen
Huizen – miasto w Holandii, w prowincji Holandia Północna. Początkowo była to miejscowość nadmorska z dobrze rozwiniętym rybołówstwem. Po zbudowaniu tamy Afsluitdijk, dawna zatoka Zuiderzee stała się jeziorem, co spowodowało zastąpienie połowów ryb przemysłem i handlem.